# Burton George
Burton George (22 agosto 1882 – ...) è stato un regista e sceneggiatore statunitense del muto.
Nel 1915, diresse il suo primo film, Blade o' Grass - che aveva come protagonista Shirley Mason - per la Edison Company, compagnia per la quale girò i suoi primi film. Passò in seguito a piccole case di produzione come la Bison Motion Pictures o la Balboa Amusement Producing Company.
Nella sua carriera, Burton George diresse ventun pellicole e firmò, da soggettista o sceneggiatore, sei copioni.

## Filmografia
La filmografia - basata su IMDb - è completa

### Regista
- Blade o' Grass - cortometraggio (1915)
- Celeste of the Ambulance Corps - cortometraggio (1916)
- The Littlest Magdalene - cortometraggio (1916)
- The Isle of Life (1916)
- The Quitter - cortometraggio (1916)
- The Heritage of Hate (1916)
- The Emerald Pin (1916)
- The Alien Blood (1917)
- The Amazing Adventure
- The Law of the North, co-regia Edward H. Griffith (1917)
- The Tell-Tale Step (1917)
- The Boulevard Speed Hounds - cortometraggio (1917)
- Ginger (1919)
- Eve in Exile (1919)
- The Valley of Doubt (1920)
- Devotion (1921)
- Conceit (1921)
- Die Bestie (1922)
- Love's Bargain
- Human Desires
- Morgenröte (supervisore)
- Dawn (1929 film)

### Sceneggiatore
- Ginger, regia di Burton George - storia (1919)
- Zigeunerliebe, regia di Thomas E. Walsh (1922)
- Die Bestie, regia di Burton George (1922)
- Straws in the Wind, regia di Bertram Phillips (1924)
- Human Desires